# Bilichild (echtgenote van Childerik II)
Bilichild (ca. 654 - 675; ook Bilichildis, Bilichilde of Blithilde) was de vrouw van de Frankische koning van Neustrië en Bourgondië, Childerik II. De twee trouwden in 668, ondanks protest van bisschop Leodegarius .

## Familie
Bilichild was een dochter van koning Sigebert III en koningin Chimnechild van Bourgondië en kleindochter van koning Dagobert I en zijn concubine Ragnetrude.
Haar broers waren Dagobert II en Childebert de Geadopteerde.
Kinderen van Bilichild en haar man waren prins Dagobert en koning Chilperik II.

## Biografie
Childerik werd in 673 de enige koning van de Franken. Tijdens een jachtpartij in het bos van Lognes, nabij Livry, in Picardië, werden Bilichild, haar man en haar oudste zoon, de vijf jaar oude Dagobert, vermoord door een groep ontevreden Neustriërs - Bodilo, Amalbert en Ingobert. Het koninklijke trio werd begraven in Saint-Germain-des-Prés in Parijs, waar haar graf en dat van Dagobert in 1645 werden ontdekt en geplunderd.
Haar jongste zoon Daniel werd naar een klooster gebracht en keerde daar veertig jaar later terug om de Franken als koning te leiden onder de naam Chilperik II.